# Вахрушев, Георгий Васильевич
Георгий Васильевич Вахрушев (17 (29) ноября 1894, Некрасовка, Уфимская губерния — 6 мая 1966, Уфа) — советский учёный-геолог и общественный деятель. Доктор геолого-минералогических наук (1942), профессор (1943). Заслуженный деятель науки Башкирской АССР (1954). Депутат Верховного Совета СССР 4-го созыва, депутат Верховного Совета БАССР 3-го созыва. Первый председатель Президиума Башкирского филиала АН СССР (1951—1956).

## Биография
Родился 17 (29) ноября 1894 года в деревне Некрасовка, Уфимский уезд, Уфимская губерния, Российская империя.
В 1927 году окончил геолого-биологическое отделение физико-математического факультета Казанского университета.
В 1934—1938 годах руководил Горно-геологическим сектором Института промышленности ВДНХ БАССР, одновременно в 1936—1938 работал начальником научно-исследовательского сектора Башкирского геологического управления, в 1938—1951 годах — заведующий кафедрой динамической геологии Саратовского университета.
Организатор в городе Уфе Горно-геологического института и первый его директор (по совместительству) до 1954 года.
Председатель Президиума Башкирского филиала Академии наук СССР (1951—1956), одновременно — директор Горно-геологического института Башкирского филиала АН СССР.
Собрал большую личную библиотеку по всем отраслям геологических наук. В 1972 году она была приобретена Научной библиотекой УНЦ РАН.
Скончался 6 мая 1966 в городе Уфа.

## Вклад в науку
Первооткрыватель месторождения верхнедевонских горючих сланцев, верхнепермских и третичных углей в Западной Башкирии. Им была обоснована необходимость изучения мезозойских и кайнозойских отложений в целях поисков нефтяных месторождений в Западной Башкирии, расчленения меловые, третичные, четвертичные отложения Башкирии и начал изучение новейших тектонических движений в регионе.
Ученым осуществлено описание карстовых пещер Башкортостана, проведено гидрогеологические и инженерно-геологические исследования термических явлений на г. Янгантау.
Одним из первых внедрил геоморфологические методы в геологии: исторический принцип геоморфологического картирования, структурную геоморфологию, новейшую тектонику, связь современного рельефа с тектоникой.

## Награды, премии и звания
- ГАЗ-М-20 «Победа», на которой была табличка «Подарок от Сталина»[источник не указан 2274 дня].
- 1954 — Орден Ленина.
- 1954 — Заслуженный деятель науки Башкирской АССР.

## Память
В честь Г.В. Вахрушева Академия наук Республики Башкортостан установила именную премию.